# アンドレス・サラサール
アンドレス・サラサール・オソリオ（Andrés Salazar Osorio, 2003年1月15日 - ）は、コロンビア・アンティオキア県 グアルネ出身のサッカー選手。スコティッシュ・プレミアシップ・ハート・オブ・ミドロシアンFC所属。ポジションは DF。

## クラブ経歴

### 自国リーグ時代
2021年にアトレティコ・ナシオナルとプロ契約を結んだ後、同年シーズンはバジェドゥパルFCでローン移籍でプレーし、翌2022年シーズンも同じくフォルタレーサFCでプレーし、2部リーグにあたるカテゴリア・プリメーラBで経験を積んだ後、2003年2月に正式にトップチームに登録。同年シーズンは7試合に出場。2024年シーズンに先発に定着した。

### ハーツ
2024年8月15日、ハート・オブ・ミドロシアンFCに1年間のローン移籍で加入した。

## 代表経歴
2021年よりユース世代のコロンビア代表に招集され、2023年にはU-20代表として2023 南米ユース選手権2023 FIFA U-20ワールドカップに出場。6月にはフル代表にも招集。16日のイラク戦で先発で起用され、代表デビューを果たした。